# Supino
Supino település Olaszországban, Lazio régióban, Frosinone megyében. Lakosainak száma 4602 fő (2023. január 1.). Supino Ferentino, Frosinone, Gorga, Morolo, Patrica, Giuliano di Roma, Carpineto Romano és Maenza községekkel határos.

## Népesség
A település lakossága az elmúlt években az alábbi módon változott:
| Lakosok száma | 4879 | 4825 | 4602 |
|               | 2017 | 2018 | 2023 |